# Loriculus beryllinus
Loriculus beryllinus là một loài chim trong họ Psittacidae.